# Двигателен модул
Двигателния модул (на английски: Propulsion Module) е планиран модул на Международната космическа станция, който впоследствие е анулиран. Идеята е да служи като дублиращ модул на Заря и да повдига и коригира орбитата на станцията. Планът предвижда модулът да побира 9808 кг гориво в сравнение с 1100 кг за Прогрес-М, 1950 кг за Прогрес-М1 и 4000 кг за АТК. Презареждането на модула се осъществява посредством два външни резервоара, които се заменят от космическата совалка.
След забавяния в конструирането му и плановете за спиране на полетите на совалката, модулът е анулиран.